# A China Eastern Airlines 5735-ös járatának katasztrófája
A China Eastern Airlines 5735-ös, Kunming és Kanton közötti menetrend szerinti járata 2022. március 21-én lezuhant. A B-1791 lajstromjelű, Boeing 737-800-as típusú repülőgép Wuzhou település közelében, a Kuanghszi-Csuang Autonóm Területen hegyoldalba csapódott. A gépen 123 utas és 9 fő személyzet tartózkodott.

## Események

A repülőgép útvonala

A járat helyi idő szerint 13ː15-kor szállt fel a Kunming-Csangsuji nemzetközi repülőtérről, a Kuangcsou-Pajjüni nemzetközi repülőtér felé, ahová 15ː05-kor kellett volna megérkeznie. Négy órával korábban a helyi meteorológiai felügyelet minden érintett repülőteret és járatot figyelmeztetett a környéken tapasztalható rossz időjárási körülmények miatt. A Kínai Polgári Repülési Hivatal tájékoztatása szerint 14:22-kor, Wuzhou város közelében minden kapcsolat megszakadt az 5735-ös járattal, miután az megkezdte a ereszkedést a kantoni repülőtér felé. A légiforgalmi irányítás, amikor a radarokon észlelte, hogy a repülőgép extrém süllyedésbe kezdett, próbálta hívni a járat személyzetét, ám válasz nem érkezett. A Flightradar24 által rögzített repülési adatok alapján a gép váratlanul meredek, kontrollálatlan süllyedésbe kezdett, repülési magassága 29 100 lábról (8900 m) mindössze 3 perc alatt 3225 lábra (983 m) csökkent, percenként 2629 métert vesztett a magasságából, így alig 2 perc alatt lezuhant. A repülőgép a Kuanghszi-Csuang Autonóm Terület Teng megyéjében egy hegyoldalnak repült. A balesetet egy közeli biztonsági kamera felvétele rögzítette, a videó tanúsága szerint a gép csaknem 90 fokos szögben, orral lefelé zuhant le. A becsapódás helyszínén tűz keletkezett, a gép roncsai nagy területen szóródtak szét. A katasztrófát senki nem élte túl.

## A repülőgép
A B-1791 lajstromjelű, Boeing 737-89P típusú repülőgépet 2015-ben gyártották. Sorozatszáma a 41474, és két darab CFM56 típusú hajtóművel volt felszerelve. 2015. június 5-én repült először, és 2015. június 25-én szállították le a légitársaságnak.
A China Eastern Airlines 108 példánnyal rendelkezik ebből a típusból, a világ hatodik legnagyobb légitársasága Kínával együtt nagyon jó biztonsági besorolásban van. A légitársaság a katasztrófa után összes 737-800-as típusú gépére határozatlan időre felszállási tilalmat rendelt el.

## A személyzet és az utasok
A Kínai Polgári Repülési Hivatal szerint a gépen 123 utas és 9 fő személyzet tartózkodott. Egyikük sem élte túl a tragédiát. A légitársaság közlése szerint mind a 132 személy kínai állampolgár volt. Március 27-ig az áldozatok nagy részét DNS-vizsgálatokkal azonosították.
- A kapitány, Jang Hongda 2018 óta dolgozott a China Easternnél, 6709 repült órája volt.
- Csang Csengping első tiszt 31 769 repült órával Kína legtapasztaltabb kereskedelmi pilótái közé tartozott, és a China Eastern repülésoktatójaként több mint 100 pilótát képzett ki.[20][21]
- Ni Gongtao pilóta kiképzésen vett részt, 556 repült órával rendelkezett.

## Reakciók

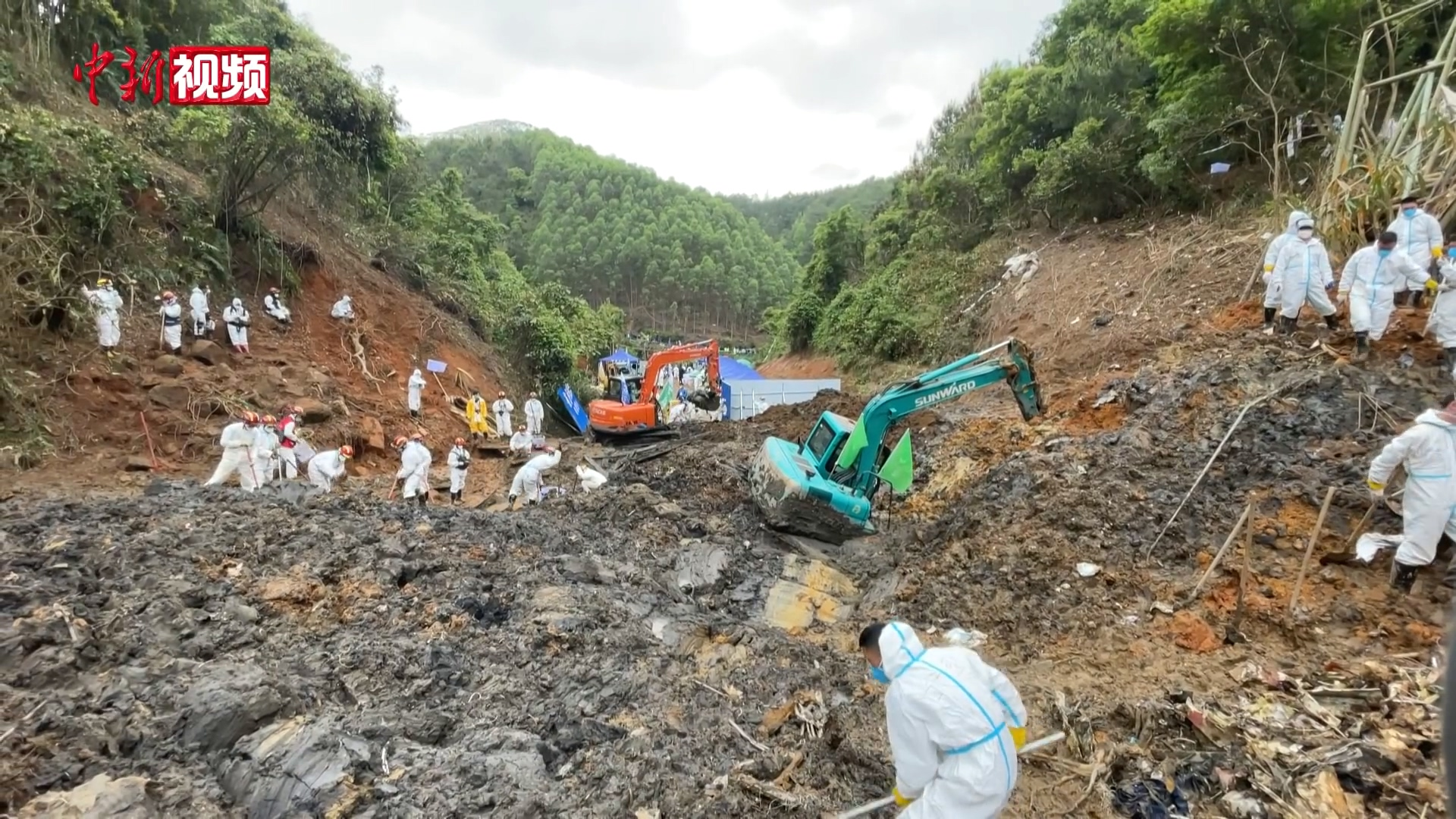
Zajlanak a keresési műveletek a becsapódás helyszínén, 2022. március 25-én

A VariFlight adatbázisa szerint a március 22-re tervezett, több mint 11 800 kínai repülőjárat közel 74 százalékát törölték a baleset miatt. A Peking és Sanghaj közötti járatok többsége nem szállt fel. Így Kínában volt a legmagasabb a törölt járatok aránya 2022-ben. A China Eastern Airlines másnapi járatainak közel 89%-át törölték.
A világ számos országainak kormányai fejezték ki együttérzésüket a balesetben elhunytak hozzátartozóival. Indiában a Polgári Légiközlekedési Főigazgatóság (DGCA) fokozott felügyelet alá helyezett minden Boeing 737-es repülőgépet, ez pillanatnyilag a SpiceJet, a Vistara, és az Air India Express légitársaságokat érinti.
Az amerikai tőzsdéken a Boeing részvényei 7,8 százalékkal, a China Eastern Airlines részvényei pedig 8,2 százalékkal zuhantak vissza a baleset után. A Hongkongi Értéktőzsdén a China Eastern-részvények 6,5%-ot vesztettek értékükből.

## Vizsgálat

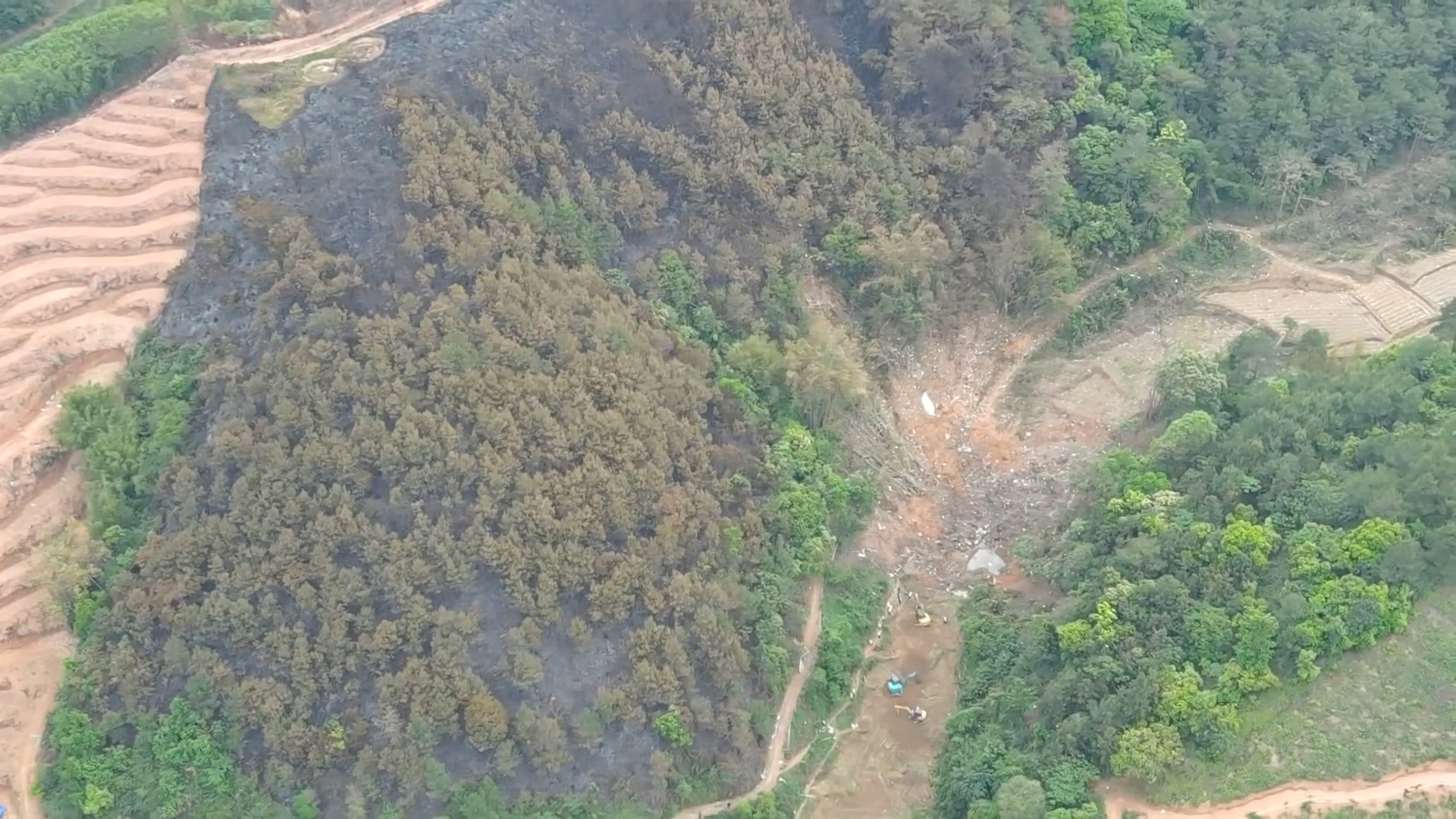
A katasztrófa helyszíne

Az Amerikai Egyesült Államok Szövetségi Légügyi Hivatala (FAA) felajánlotta segítségét a balesetet követő nyomozásban. A Boeing szintén megkezdi a vizsgálódást, főleg, mivel az utóbbi években a céget, és a Boeing 737 MAX repülőgépet érintő botrányoktól volt hangos a sajtó. Kína miniszterelnöke, Li Ko-csiang elmondása szerint minden erőforrásukat bevetik az esetleges túlélők és sérültek felkutatására, Hszi Csin-ping elnök pedig felszólította a hatóságokat, hogy mielőbb derítsék fel a baleset okait.
A Kínai Polgári Repülési Hivatal (CAAC) jelentése szerint a repülőgép teljes megsemmisülése miatt a katasztrófa okainak feltárása nagyon hosszú és nehéz folyamat lesz.
Március 23-án megtalálták a repülőgép pilótafülkében zajló kommunikációt és hangjelzéseket rögzítő feketedobozt, melyet Pekingbe szállítottak a vizsgálatok elvégzése céljából. Az adathordozó megsérült, így bizonytalan, mennyire lesz olvasható. A feltérképezett területen a keresési zónát kiterjesztik.
Március 27-én előkerült a gép repülési adatrögzítője is.
Április 20-án a CAAC előzetes jelentést tett közzé a balesetről, amelyben megállapították, hogy a személyzet és a légiforgalmi irányítók közötti rádiókommunikációban nem volt rendkívüli esemény az utazómagasságtól való eltérés kezdete előtt. A repülőgép üzemképes és jó állapotú volt, a személyzet képzettsége és egészségi állapota teljes mértékben megfelelt az előírásoknak, az időjárás nem volt kirívóan rossz, valamint, hogy a gép nem szállított semmilyen veszélyes árut.
Május 18-án azt közölte a The Wall Street Journal a fekete doboz adataira hivatkozva, hogy nem baleset történt, hanem szándékosan vezették a földnek a gépet. Az amerikai ABC News adatai egybevágnak ezzel az értesülésselː a repülőgépet vélhetően szándékosan vitte meredek zuhanásba egy pilótafülkében tartózkodó személy. A repülési adatrögzítő adatai alapján a futóműveket nem engedték ki, és a fékszárnyakat sem alkalmazták, ami kizárja, hogy a baleset egy rosszul sikerült kényszerleszállás eredménye lenne.